# Rijl al Awwa
Rijl al Awwa es el nombre por el que es conocida la estrella μ Virginis (μ Vir / 107 Virginis).
Situada a 61 años luz del sistema solar, es la novena estrella más brillante en la constelación de Virgo con magnitud aparente +3,90.

## Nombre
El nombre de Rijl al Awwa, del árabe رجل العوى rijl al-‘awwa’, significa «el pie del (perro) ladrador».
Junto a δ Librae estaba incluida en el asterismo lunar acadio de Mulu Izi, título también aplicado a Vindemiatrix (ε Virginis). En Sogdiana era Gasarwa, «la de al lado del líder», siendo éste el asterismo lunar formado por Syrma (ι Virginis), κ Virginis y λ Virginis.

## Características
Rijl al Awwa es una estrella de tipo espectral F2V con una temperatura efectiva de 6715 K.
7,5 veces más luminosa que el Sol, tiene un diámetro 2,1 veces más grande que el diámetro solar.
No existe unanimidad en cuanto a su velocidad de rotación proyectada, entre 30 km/s y 47 km/s, según la fuente consultada. En cualquier caso, como corresponde a una estrella de sus características, rota mucho más deprisa que el Sol, cuya velocidad de rotación es de 2 km/s.
Aunque según varios autores el contenido metálico de Rijl al Awwa es comparable al del Sol, otro estudio la considera una estrella de baja metalicidad, con una abundancia relativa de hierro equivalente al 60% de la solar.
Es un 55% más masiva que el Sol.
Tiene una edad estimada entre 1300 y 1500 millones de años, correspondiendo a la mitad de su vida dentro de la secuencia principal.